# Spagnolo rioplatense

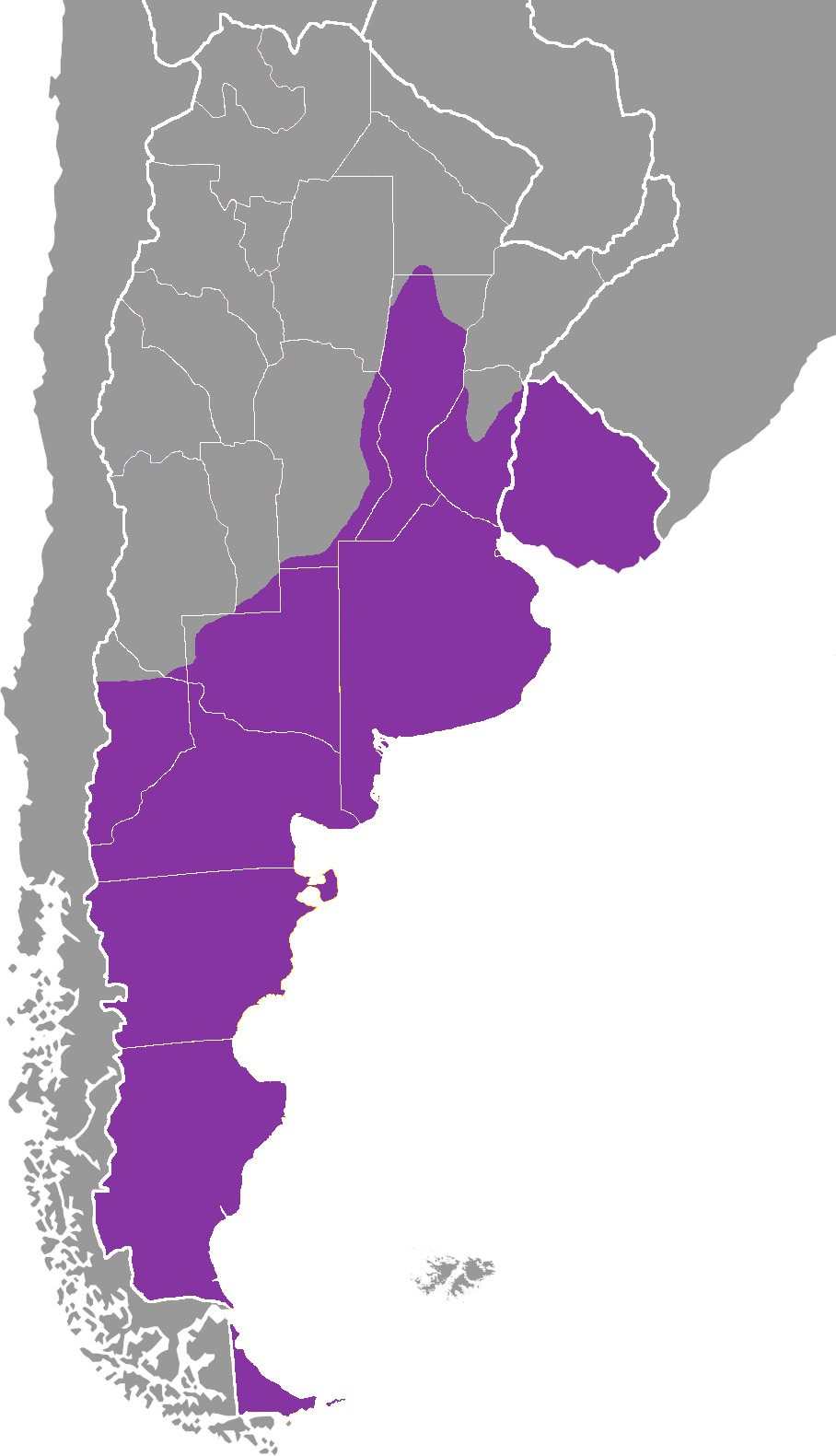
Diffusione approssimativa dello spagnolo rioplatense nel Cono Sud

Lo spagnolo rioplatense o castigliano rioplatense è un dialetto della lingua spagnola utilizzato in Argentina e Uruguay in un'area geograficamente centrata sul bacino del Rio della Plata in Sudamerica. Questa variante dello spagnolo è fortemente influenzata dall'italiano a causa del grande afflusso d'immigrati italiani che ha interessato l'Argentina e l'Uruguay nel XIX e XX secolo.